# لوسي مايرز رايت ميتشيل
لوسي مايرز رايت ميتشيل (بالإنجليزية: Lucy Myers Wright Mitchell)‏ هي عالمة آثار كلاسيكية ومؤرخة أمريكية، ولدت في 20 مارس 1845 في أرومية في إيران، وتوفيت في 10 مارس 1888 في لوزان في سويسرا.

## وصلات خارجية
- لوسي مايرز رايت ميتشيل على موقع الموسوعة البريطانية (الإنجليزية)